# Takumi Narita
Takumi Narita (japonès: 成田匠)  (Kawasaki, 26 d'abril de 1971) és un pilot de trial japonès retirat. Després de competir de petit en trialsín amb èxit, passà al trial en motocicleta i durant els anys 90 va ser un dels competidors destacats del Campionat del Món de trial. A banda, va guanyar el Campionat del Japó de trial dos anys (1989 i 1994). El 1997 va abandonar la competició internacional, tot i que continua participant en proves de trial al Japó i algunes d'internacionals com ara els Sis Dies d'Escòcia.
A data de 2012, regenta l'empresa Trials Narita i dirigeix la seva escola de trial, Narita Trial School.

## Palmarès en trial
| Any          | Motocicleta  | C. del Món outdoor | C. del Món indoor | Campionat del Japó |
| ------------ | ------------ | ------------------ | ----------------- | ------------------ |
| 1989         | Honda        | -                  | -                 | 1r                 |
| 1990         | Honda        | 12è                | -                 |                    |
| 1991         | Honda        | 8è                 | -                 |                    |
| 1992         | Beta         | 6è                 | -                 |                    |
| 1993         | Beta         | 7è                 | 13è               |                    |
| 1994         | Beta         | 5è                 | 8è                | 1r                 |
| 1995         | Beta         | 12è                | 11è               |                    |
| 1996         | Beta         | 17è                | -                 |                    |
| Total títols | Total títols | 0                  | 0                 | 2                  |

1. ↑  Al total de títols s'hi compten tots els campionats estatals o internacionals guanyats